# CRP CROSSROAD PROJECT
CRP（シーアールピー、CROSSROAD PROJECT クロスロードプロジェクト、2015年9月 - ）は、Amazon Kindleによる電子書籍デジタル写真集のレーベル。
2015年9月、写真家横木安良夫によるプロデュースで出版が開始された。参加写真家は2016年3月10日現在46名、62タイトルがリリースされている。出版社はPHOTO CAMP。

## CRP CROSSROAD PROJECT コンセプト
世界中の写真家がAmazonの電子書籍Amazon Kindleを使ってデジタル写真集を出版するプロジェクト。
名もない十字路を含めた世界中の村、町、都会、国、自然、人々、動物、植物、鉱物、ポートレイト、ドキュメンタリー、ファッションといった写真のあらゆるジャンルがテーマ。将来、世界地図のあらゆるところにCRP写真集をマッピングするプロジェクトでもある。

## CRP 種類
- CRP Red Label  CRPのオリジナル　iphone ipad Andlroid Kindle diviceを横位置閲覧　表紙右上CRP－Rロゴ　写真ページ表紙以外25-40p
- CRP White Label　閲覧縦横自由　左開き　ページ数自由　表紙右上　CRP-Wロゴ　写真ページ無制限
- CRP White Archivival　世界中の写真家の過去の写真集や写真をあらたにCRP写真化するプロジェクト

## 参加写真家
2016年3月10日現在
| - 横木安良夫 - 広川泰士 - 若木信吾 - 鶴巻育子 - 熊谷正 - 鵜川真由子 - 七咲友梨 - 大池直人 - 大和田良 - タカギトオル - IDE - 鷲尾倫夫 - 杉原拓広 - 中谷信子 - 森まき - 藤井春日 | - 岡嶋和幸 - イイマユミ - 上野ユースケ - 山本恭子 - 千賀健史 - 宝槻稔 - 小林久人 - 牧野美智子 - taco - 佐々川陽一 - 生越文明 - 今野光 - 町田良太 - 飯田夏生実 - 石川マサアキ - ZIGEN | - 芦田みゆき - 安達ロベルト - 石下理栄 - 坂根克人 - ヤマナカオサム - 橋本有史 - 矢島満夜 - 五味彬 - 杉山宣嗣 - 山田博行 - 那須潔 - 稲葉幸久 - 本田光 - 成田貴亨 - 高木松寿 |

## デザイン
CRPロゴデザイン　トラウト　原耕一

## 資料
- アサヒカメラ（朝日新聞出版）2016年1月号
- コマーシャルフォト（玄光社）2015年12月号